# Primer ministro de Hungría
El Primer Ministro de Hungría (en húngaro, Magyarország miniszterelnöke, literalmente: «ministro-presidente de Hungría») es el jefe del Gobierno de Hungría. El primer ministro y el Gabinete son responsables colectivamente de sus políticas y acciones ante el Parlamento, ante su partido político y, en última instancia, ante el electorado. El actual titular del cargo es Viktor Orbán, líder del Fidesz-Unión Cívica Húngara, en el cargo desde el 29 de mayo de 2010.
De acuerdo con la Constitución de Hungría, el primer ministro es propuesto por el presidente de Hungría y elegido formalmente por la Asamblea Nacional. Constitucionalmente, el presidente debe nombrar primer ministro al líder del partido político que obtenga la mayoría de escaños en la Asamblea Nacional. Si no hay ningún partido mayoritario, el presidente celebra una audiencia con los líderes de todos los partidos representados en la asamblea y designa a la persona con más probabilidades de obtener la mayoría en la asamblea, que es elegida formalmente por mayoría simple de la asamblea. En la práctica, cuando se produce esta situación, el primer ministro es el líder del partido que ha obtenido una pluralidad de votos en las elecciones, o el líder del socio principal de la coalición gobernante.

## Lista de jefes de Gobierno de Hungría (1848-actualidad)

### Revolución húngara de 1848
| N.º | Primer ministro | Primer ministro        | Partido                 | Período                                   | Período |
| --- | --------------- | ---------------------- | ----------------------- | ----------------------------------------- | ------- |
| 1   |                 | Conde Lajos Batthyány  | Partido de la Oposición | 17 de marzo-2 de octubre de 1848          |         |
| —   |                 | Adam Recsey (interino) | Militar                 | 3 de octubre-26 de noviembre de 1848      |         |
| 2   |                 | Lajos Kossuth          | Partido de la Oposición | 26 de noviembre de 1848-1 de mayo de 1849 |         |
| 3   |                 | Bertalan Szemere       | Partido de la Oposición | 2 de mayo-13 de agosto de 1849            |         |

Tras el fracaso de la Revolución Húngara de 1848, Hungría volvió a formar parte del imperio austriaco hasta 1867, cuando se creó el Imperio austrohúngaro gracias al Compromiso de 1867

### Reino de Hungríaen laMonarquía austrohúngara(1867-1918)
| N.º  | Primer ministro | Primer ministro              | Partido                             | Período                                        |
| ---- | --------------- | ---------------------------- | ----------------------------------- | ---------------------------------------------- |
| 4    |                 | Conde Gyula Andrássy         | Partido Deák                        | 17 de febrero de 1867-14 de noviembre de 1871  |
| 5    |                 | Conde Menyhért Lónyay        | Partido Deák                        | 14 de noviembre de 1871-4 de diciembre de 1872 |
| 6    |                 | Jose Szlávy                  | Partido Deák                        | 4 de diciembre de 1872-1 de marzo de 1874      |
| 7    |                 | Esteban Bittó                | Partido Deák                        | 1 de marzo de 1874-2 de marzo de 1875          |
| 8    |                 | Barón Béla Wenckheim         | Liberal                             | 2 de marzo-20 de octubre de 1875               |
| 9    |                 | Colomán Tisza                | Liberal                             | 20 de octubre de 1875-13 de marzo de 1890      |
| 10   |                 | Conde Gyula Szapáry          | Liberal                             | 13 de marzo de 1890-17 de noviembre de 1892    |
| 11   |                 | Sándor Wekerle               | Liberal                             | 17 de noviembre de 1892-14 de enero de 1895    |
| 12   |                 | Barón Dezső Bánffy           | Liberal                             | 14 de enero de 1895-26 de febrero de 1899      |
| 13   |                 | Colomán Széll                | Liberal                             | 26 de febrero de 1899-27 de junio de 1903      |
| 14   |                 | Conde Carlos Khuen-Héderváry | Liberal                             | 27 de junio-3 de noviembre de 1903             |
| 15   |                 | Conde Esteban Tisza          | Liberal                             | 3 de noviembre de 1903-18 de junio de 1905     |
| 16   |                 | Barón Géza Fejérváry         | Independiente                       | 18 de junio de 1905-8 de abril de 1906         |
| (11) |                 | Sándor Wekerle               | Partido Nacional de la Constitución | 8 de abril de 1906-17 de enero de 1910         |
| (14) |                 | Conde Carlos Khuen-Héderváry | Partido Nacional del Trabajo        | 17 de enero de 1910-22 de abril de 1912        |
| 17   |                 | Ladislao Lukács              | Partido Nacional del Trabajo        | 22 de abril de 1912-10 de junio de 1913        |
| (15) |                 | Conde Esteban Tisza          | Partido Nacional del Trabajo        | 10 de junio de 1913-15 de junio de 1917        |
| 18   |                 | Conde Mauricio Esterházy     | independiente                       | 15 de junio-20 de agosto de 1917               |
| (11) |                 | Sándor Wekerle               | Partido Nacional de la Constitución | 20 de agosto de 1917-31 de octubre de 1918     |
| 19   |                 | Conde János Hadik            | Partido Nacional de la Constitución | 31 de octubre-1 de noviembre de 1918           |

### República Popular Húngara(1918-1919)
| N.º | Primer ministro | Primer ministro      | Partido                      | Período                                    |
| --- | --------------- | -------------------- | ---------------------------- | ------------------------------------------ |
| 20  |                 | Conde Mihály Károlyi | Partido por la Independencia | 1 de noviembre de 1918-11 de enero de 1919 |
| 21  |                 | Dénes Berinkey       | Partido Cívico Radical       | 18 de enero de 1919-22 de marzo de 1919    |

### República Soviética de Hungría(1919)
| N.º | Primer ministro | Primer ministro | Partido                         | Período                         |
| --- | --------------- | --------------- | ------------------------------- | ------------------------------- |
| 22  |                 | Sándor Garbai   | Partido Comunista de Hungría    | 22 de marzo-1 de agosto de 1919 |
| 23  |                 | Gyula Peidl     | Partido Socialdemócrata Húngaro | 1 de agosto-6 de agosto de 1919 |

### Gobiernos contrarrevolucionarios (1919)
| N.º | Primer ministro | Primer ministro          | Partido       | Período                          |
| --- | --------------- | ------------------------ | ------------- | -------------------------------- |
| —   |                 | Conde Gyula Károlyi      | Independiente | 5 de mayo-12 de julio de 1919    |
| —   |                 | Dezső Pattantyús-Ábrahám | Independiente | 12 de julio-12 de agosto de 1919 |

### Ocupación rumana (1919-1920)
| N.º | Primer ministro | Primer ministro  | Partido                                | Período                                     |
| --- | --------------- | ---------------- | -------------------------------------- | ------------------------------------------- |
| 24  |                 | István Friedrich | Partido de la Unión Nacional Cristiana | 7 de agosto-24 de noviembre de 1919         |
| 25  |                 | Károly Huszár    | Partido de la Unión Nacional Cristiana | 24 de noviembre de 1919-14 de marzo de 1920 |

### Reino de Hungría (1920-1945)
| N.º  | Primer ministro | Primer ministro          | Partido                                | Período                                   |
| ---- | --------------- | ------------------------ | -------------------------------------- | ----------------------------------------- |
| 26   |                 | Sándor Simonyi-Semadam   | Partido de la Unión Nacional Cristiana | 14 de marzo-19 de julio de 1920           |
| 27   |                 | Conde Pál Teleki         | Partido de la Unión Nacional Cristiana | 19 de julio de 1920-14 de abril de 1921   |
| 28   |                 | Conde István Bethlen     | Partido de la Unidad                   | 14 de abril de 1921-19 de agosto de 1931  |
| 29   |                 | Conde Gyula Károlyi      | Partido de la Unidad                   | 19 de agosto de 1931-4 de octubre de 1932 |
| 30   |                 | Gyula Gömbös             | Partido de la Unidad Nacional          | 4 de octubre de 1932-6 de octubre de 1936 |
| 31   |                 | Kálmán Darányi           | Partido de la Unidad Nacional          | 2 de noviembre de 1936-14 de mayo de 1938 |
| 32   |                 | Béla Imrédy              | Partido de la Unidad Nacional          | 14 de mayo de 1938-16 de febrero de 1939  |
| (27) |                 | Conde Pál Teleki         | Partido de la Vida Húngara             | 16 de febrero de 1939-3 de abril de 1941  |
| —    |                 | Ferenc Keresztes-Fischer | Partido de la Vida Húngara             | 3 de abril de 1941 (interino)             |
| 33   |                 | László Bárdossy          | Partido de la Vida Húngara             | 3 de abril de 1941-7 de marzo de 1942     |
| —    |                 | Ferenc Keresztes-Fischer | Partido de la Vida Húngara             | 7-9 de marzo de 1942 (interino)           |
| 34   |                 | Miklós Kállay            | Partido de la Vida Húngara             | 9 de marzo de 1942-23 de marzo de 1944    |
| 35   |                 | Döme Sztójay             | Independiente                          | 23 de marzo-29 de agosto de 1944          |
| 36   |                 | Géza Lakatos             | Independiente                          | 29 de agosto-15 de octubre de 1944        |

### Estado Húngaro(1944-1946)
| N.º | Primer ministro | Primer ministro | Partido                              | Período                                         |
| --- | --------------- | --------------- | ------------------------------------ | ----------------------------------------------- |
| 37  |                 | Ferenc Szálasi  | Partido de la Cruz Flechada          | 16 de octubre de 1944-28 de marzo de 1945       |
| 38  |                 | Béla Miklós     | Independiente                        | 22 de diciembre de 1944-15 de noviembre de 1945 |
| 39  |                 | Zoltán Tildy    | Partido de los Pequeños Propietarios | 15 de noviembre de 1945-1 de febrero de 1946    |

### República de Hungría (1946-1949)
| N.º | Primer ministro | Primer ministro | Partido                              | Período                                      |
| --- | --------------- | --------------- | ------------------------------------ | -------------------------------------------- |
| —   |                 | Mátyás Rákosi   | Partido Comunista de Hungría         | 1 de febrero-4 de febrero de 1946 (interino) |
| 40  |                 | Ferenc Nagy     | Partido de los Pequeños Propietarios | 4 de febrero de 1946-31 de mayo de 1947      |
| —   |                 | Mátyás Rákosi   | Partido Comunista de Hungría         | 31 de mayo de 1947 (interino)                |
| 41  |                 | Lajos Dinnyés   | Partido de los Pequeños Propietarios | 31 de mayo de 1947-10 de diciembre de 1948   |

### República Popular de Hungría(1949-1989)
| N.º  | Primer ministro | Primer ministro | Partido                                                                   | Período                                       |
| ---- | --------------- | --------------- | ------------------------------------------------------------------------- | --------------------------------------------- |
| (42) |                 | István Dobi     | Partido de los Pequeños Propietarios/Partido de los Trabajadores Húngaros | 10 de diciembre de 1948-14 de agosto de 1952  |
| 43   |                 | Mátyás Rákosi   | Partido de los Trabajadores Húngaros                                      | 14 de agosto de 1952-4 de julio de 1953       |
| 44   |                 | Imre Nagy       | Partido de los Trabajadores Húngaros                                      | 4 de julio de 1953-18 de abril de 1955        |
| 45   |                 | András Hegedüs  | Partido de los Trabajadores Húngaros                                      | 18 de abril de 1955-24 de octubre de 1956     |
| (44) |                 | Imre Nagy       | Partido de los Trabajadores Húngaros/Partido Socialista Obrero Húngaro    | 24 de octubre-4 de noviembre de 1956          |
| 46   |                 | János Kádár     | Partido Socialista Obrero Húngaro                                         | 4 de noviembre de 1956-28 de enero de 1958    |
| 47   |                 | Ferenc Münnich  | Partido Socialista Obrero Húngaro                                         | 28 de enero de 1958-13 de septiembre de 1961  |
| (46) |                 | János Kádár     | Partido Socialista Obrero Húngaro                                         | 13 de septiembre de 1961-30 de junio de 1965  |
| 48   |                 | Gyula Kállai    | Partido Socialista Obrero Húngaro                                         | 30 de junio de 1965-14 de abril de 1967       |
| 49   |                 | Jenő Fock       | Partido Socialista Obrero Húngaro                                         | 14 de abril de 1967-15 de mayo de 1975        |
| 50   |                 | György Lázár    | Partido Socialista Obrero Húngaro                                         | 15 de mayo de 1975-25 de junio de 1987        |
| 51   |                 | Károly Grósz    | Partido Socialista Obrero Húngaro                                         | 25 de junio de 1987-23 de noviembre de 1988   |
| 52   |                 | Miklós Németh   | Partido Socialista Obrero Húngaro                                         | 23 de noviembre de 1988-23 de octubre de 1989 |

### República de Hungría(1990-presente)
| N.º | Foto                    | Nombre                     | Duración del mandato     | Duración del mandato                    | Duración del mandato | Partido político                  | Gabinete | Gabinete            | Asamblea Nacional |
| N.º | Foto                    | Nombre                     | Inicio                   | Fin                                     | Días                 | Partido político                  | Gabinete | Gabinete            | Asamblea Nacional |
| --- | ----------------------- | -------------------------- | ------------------------ | --------------------------------------- | -------------------- | --------------------------------- | -------- | ------------------- | ----------------- |
| -   |                         | Miklós Németh (n. 1948)    | 23 de octubre de 1989    | 23 de mayo de 1990                      | 212                  | Partido Socialista Húngaro (MSZP) | I        | MSZP                | -                 |
| 53  |                         | József Antall (1932-1993)  | 23 de mayo de 1990       | 12 de diciembre de 1993 (fallecimiento) | 1299                 | Foro Democrático de Hungría (MDF) | I        | MDF - FKgP - KDNP   | 1990              |
| 54  |                         | Péter Boross (n. 1928)     | 12 de diciembre de 1993  | 21 de diciembre de 1993                 | 215                  | Foro Democrático de Hungría (MDF) | I        | MDF - FKgP - KDNP   | 1990              |
| 54  | 21 de diciembre de 1993 | Péter Boross (n. 1928)     | 15 de julio de 1994      | MDF - EKGP - KDNP                       | 215                  | Foro Democrático de Hungría (MDF) | I        |                     | 1990              |
| 55  |                         | Gyula Horn (1932-2013)     | 15 de julio de 1994      | 6 de julio de 1998                      | 1452                 | Partido Socialista Húngaro (MSZP) | I        | MSZP - SZDSZ        | 1994              |
| 56  |                         | Viktor Orbán (n. 1963)     | 6 de julio de 1998       | 27 de mayo de 2002                      | 1421                 | Fidesz                            | I        | Fidesz - FKgP - MDF | 1998              |
| 57  |                         | Péter Medgyessy (n. 1942)  | 27 de mayo de 2002       | 29 de septiembre de 2004                | 856                  | Independiente                     | I        | MSZP - SZDSZ        | 2002              |
| 58  |                         | Ferenc Gyurcsány (n. 1961) | 29 de septiembre de 2004 | 9 de junio de 2006                      | 1658                 | Partido Socialista Húngaro (MSZP) | I        | MSZP - SZDSZ        | 2002              |
| 58  | 9 de junio de 2006      | Ferenc Gyurcsány (n. 1961) | 14 de abril de 2009      | II                                      | 1658                 | Partido Socialista Húngaro (MSZP) | 2006     | MSZP - SZDSZ        |                   |
| 58  |                         | Gordon Bajnai (n. 1968)    | 14 de abril de 2009      | 29 de mayo de 2010                      | 410                  | Independiente                     | 2006     | I                   | MSZP              |
| 56  |                         | Viktor Orbán (n. 1963)     | 29 de mayo de 2010       | 10 de mayo de 2014                      | 5530                 | Fidesz                            | II       | Fidesz - KDNP       | 2010              |
| 56  | 10 de mayo de 2014      | Viktor Orbán (n. 1963)     | 10 de mayo de 2018       | III                                     | 5530                 | Fidesz                            | 2014     | Fidesz - KDNP       |                   |
| 56  | 10 de mayo de 2018      | Viktor Orbán (n. 1963)     | 16 de mayo de 2022       | IV                                      | 5530                 | Fidesz                            | 2018     | Fidesz - KDNP       |                   |
| 56  | 16 de mayo de 2022      | Viktor Orbán (n. 1963)     |                          | V                                       | 5530                 | Fidesz                            | 2022     | Fidesz - KDNP       |                   |